# Леонберг (Баварія)
Леонберг (нім. Leonberg) — громада в Німеччині, розташована в землі Баварія. Підпорядковується адміністративному округу Верхній Пфальц. Входить до складу району Тіршенройт. Складова частина об'єднання громад Міттертайх.
Площа — 51,33 км2. Населення становить 1028 ос. (станом на 31 грудня 2020).

## Галерея

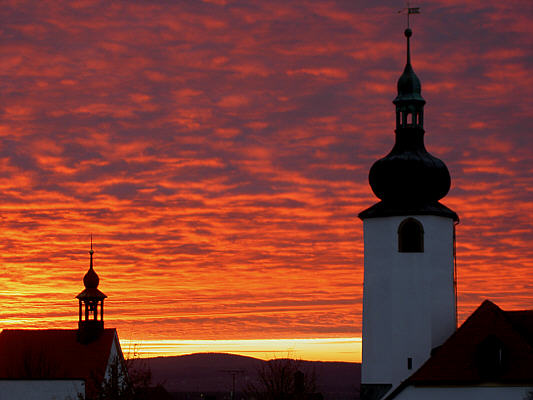